# Thác nước Havasu

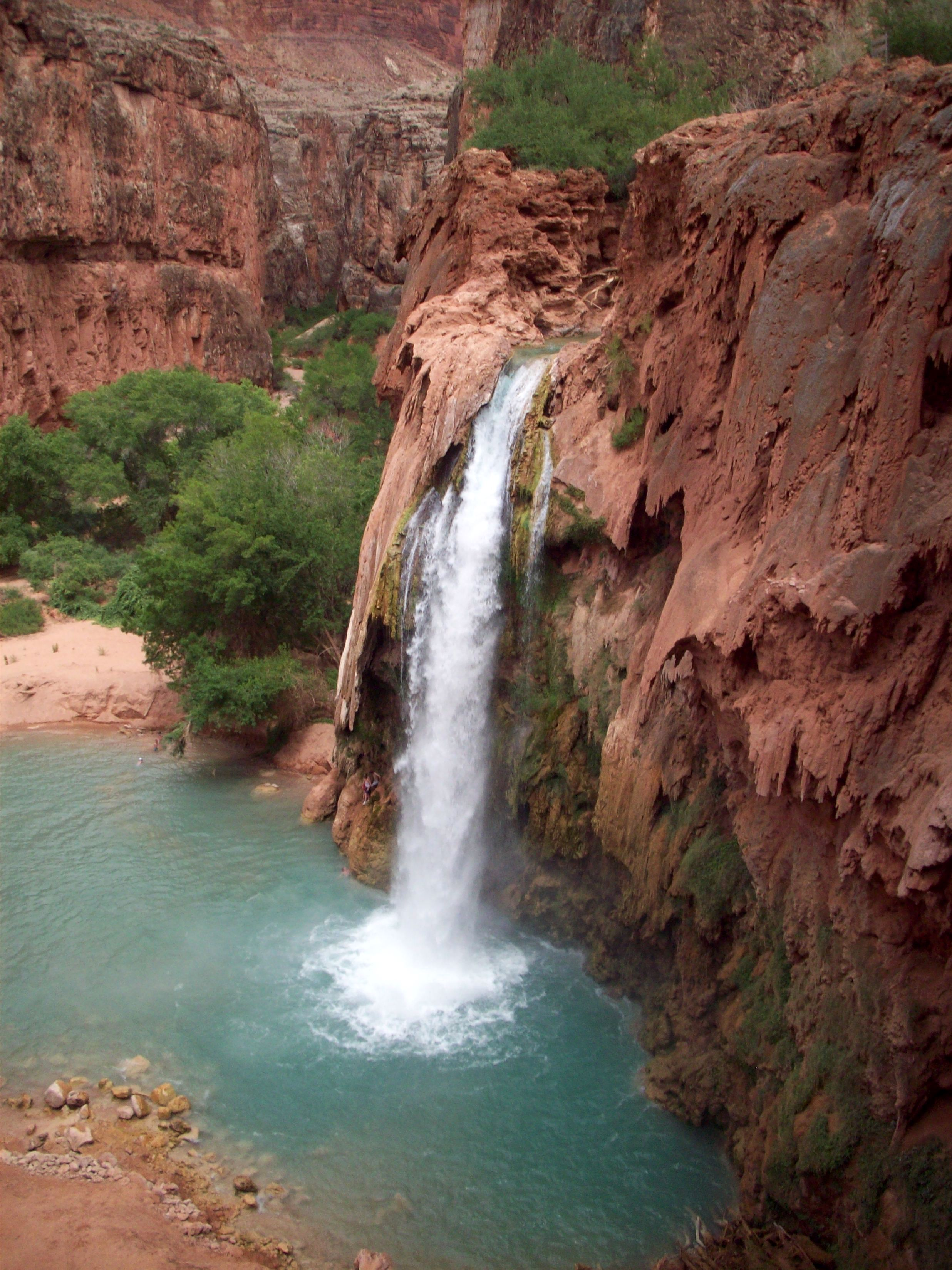
Thác nước Havasu

Thác nước Havasu (Havasupai: Havasuw Hagjahgeevma) là một thác nước nằm trên nhánh Havasu Creek, thuộc Grand Canyon, Arizona, Hoa Kỳ. Thác nước nằm trong vùng đất của bộ lạc Havasupai.
Thác nước nằm cách Supai khoảng 2,4 km. Đây là thác nước nổi tiếng nhất trong số các thác dọc theo Havasu Creek. Thác nước có độ cao 27 mét, chảy từ một vách đá thẳng đứng cao 30 mét xuống một hồ bơi lớn. Do hàm lượng khoáng chất cao trong nước, hình dạng của thác luôn thay đổi và đôi khi tạo thành hai máng nước riêng.
Hồ nước tự nhiên phía dưới thác có màu ngọc lam là nhờ lượng Calci carbonat và Magnesi khá lớn có sẵn trong nước. Tuy nhiên, hồ nước này đã bị phá hỏng nhiều lần bởi những trận lũ quét. Chính vì vậy, một con đập chắn nước xung quanh hồ đã được đắp để giữ gìn những gì còn lại của hồ.